# Javier Bardem
Javier Ángel Encinas Bardem, född 1 mars 1969 i Las Palmas, Gran Canaria, Kanarieöarna, är en spansk skådespelare.
Han är den första spanska skådespelaren som blivit nominerad och belönad med en Oscar, en Oscar för bästa manliga biroll för rollen som Anton Chigurh i filmen No Country for Old Men.

## Biografi
Släkten Bardem har varit delaktig i spansk filmindustri ända sedan dess tidigaste dagar. Hans syskon Mónica Bardem och Carlos Bardem är också skådespelare. Hans mor, Pilar Bardem (1939–2021), var skådespelare inom film och television och mycket populär i Spanien. Hans morbror Juan Antonio Bardem var en framgångsrik spansk manusförfattare och regissör som låg bakom ett 20-tal filmer. Hans morfar, Rafael Bardem (1889–1972), var skådespelare och var med i ett 100-tal filmer mellan 1940 och 1969 och på sin tid en av Spaniens mest folkkära skådespelare.
Javier Bardem debuterade som skådespelare redan som sexåring i TV-serien El Pícaro. Som tonåring spelade han i flera TV-serier och gjorde turnéer i Spanien med en fri teatergrupp. Senare började han med måleri och studerade i Escuela de Artes y Officios i Madrid. Han idrottade som tonåring och hade länge en plats i det spanska rugbylandslaget.
Bardem är sedan 2010 gift med skådespelaren Penélope Cruz. Tillsammans har de två barn.

### Filmkarriär
1992 spelade han i filmen Jamón, jamón (svensk titel Ät mej!), en film som fick internationell uppmärksamhet. Men hans populära roll som sexhungrig fläskdistributör gjorde honom orolig för att bli en sexsymbol och han har därefter medvetet undvikit liknande roller.
Istället har han vunnit erkännande för sin förmåga att spela vitt skilda roller och har varit nästan oigenkännlig mellan olika filmer.
Hans internationella genombrott kom i filmen Before Night Falls från år 2000 där han spelade den kubanske poeten Reinaldo Arenas. För denna roll nominerades han till en Oscar år 2001 i kategorin bästa manliga skådespelare. Han är den första spanska skådespelare som nominerats till priset. För samma roll tilldelades han även fem andra filmpriser.
Bland övriga uppmärksammade roller kan nämnas att han spelade huvudrollen i Gråta med ett leende från 2004 som vann Oscar för bästa utländska film. Den baseras på en sann händelse och handlar om Ramón Sampedro, en spansk skeppsmekaniker som drabbas av tetraplegi och kämpar i 30 år för dödshjälp.
Sitt stora internationella genombrott för den breda filmpubliken fick han i Joel och Ethan Coens film No Country for Old Men från 2007 som den våldsamme psykopaten Anton Chigurh som använder en bultpistol för att döda sina offer. Han belönades med en Oscar för den rollen. 2011 nominerades han igen, denna gång för huvudrollen som Uxbal i Alejandro González Iñárritus film Biutiful.
Javier Bardem satt i juryn vid Filmfestivalen i Cannes 2005.

## Filmografi (urval)
- 1974 – El pícaro (TV-serie) (okrediterad)
- 1981 – El poderoso influjo de la luna (okrediterad)
- 1986 – Segunda enseñanza (TV-serie)
- 1990 – Brigada central (TV-serie)
- 1990 – Las edades de Lulú
- 1991 – El C.I.D. (TV-serie)
- 1991 – Höga klackar
- 1992 – Tango (TV-serie)
- 1992 – Ät mej!
- 1992 – Amo tu cama rica
- 1993 – Huevos de oro
- 1993 – The Bilingual Lover
- 1994 – The Tit and the Moon
- 1994 – Días contados
- 1994 – El detective y la muerte
- 1995 – Boca a boca
- 1996 – Éxtasis
- 1996 – Not Love, Just Frenzy
- 1996 – Kärlek - farlig för hälsan
- 1996 – Mambrú
- 1997 – Airbag
- 1997 – Köttets lustar
- 1997 – Perdita Durango
- 1998 – Torrente - lagens dumma arm
- 1999 – Entre las piernas
- 1999 – Los lobos de Washington
- 2000 – Segunda piel
- 2000 – Before Night Falls
- 2001 – Don't Tempt Me
- 2002 – The Dancer Upstairs
- 2002 – Måndagar i solen
- 2004 – Collateral
- 2004 – Gråta med ett leende
- 2005 – Killing Pablo
- 2006 – Goya's Ghosts
- 2007 – Kärlek i kolerans tid
- 2007 – No Country for Old Men
- 2008 – Vicky Cristina Barcelona
- 2010 – Biutiful
- 2010 – Lyckan, kärleken och meningen med livet
- 2012 – To the Wonder
- 2012 – Skyfall
- 2013 – Scorpion in Love
- 2013 – The Counselor
- 2013 – L'Agent (kortfilm)
- 2014 – Autómata (röstroll)
- 2015 – The Gunman
- 2016 – The Last Face
- 2017 – Pirates of the Caribbean: Salazar's Revenge
- 2017 – Mother!
- 2017 – Loving Pablo
- 2018 – Alla vet
- 2021 – Dune
- 2022 – Lyle, Lyle, Crocodile
- 2023 – Den lilla sjöjungfrun
- 2024 – Dune: Part Two
- 2024 – Förtrollningen (röst)
- 2025 – F1